# Mysateles meridionalis
Mysateles meridionalis es una especie de roedor de la familia Capromyidae.

## Distribución geográfica
Es endémica de Cuba en la Isla de la Juventud.

## Hábitat
Su hábitat natural son los bosques húmedos localizados a baja altitud.

## Estado de conservación
Se encuentra amenazada de extinción por la pérdida de su hábitat natural.